# 8622 Mayimbialik
8622 Mayimbialik este un asteroid din centura principală de asteroizi.

## Descriere
8622 Mayimbialik este un asteroid din centura principală de asteroizi. A fost descoperit pe 1 martie 1981 la Siding Spring de Schelte J. Bus. Asteroidul prezintă o orbită caracterizată de o semiaxă mare de 3,10 ua, o excentricitate de 0,18 și o înclinație de 3,9° în raport cu ecliptica.